# جونكو آبي
جونكو آبي (باليابانية: 吉永淳؛ بالكانا: あべ じゅんこ) هي عارضة أزياء وعارضة وتارينتو وممثلة يابانية، ولدت في 7 مايو 1993 في أوساكا في اليابان.

## وصلات خارجية
- جونكو آبي على موقع IMDb (الإنجليزية)
- جونكو آبي على موقع ألو سيني (الفرنسية)
- جونكو آبي على موقع قاعدة بيانات الفيلم (الإنجليزية)